# Kura Kabira
Kura Kabira – wieś w Syrii, w muhafazie muhafazie Aleppo. W 2004 roku liczyła 317 mieszkańców.